# CDex
CDex És un programari lliure per Extracció d'Àudio Digital de CD d'Àudio (el que es coneix com a ripejar CD) i conversió de format de l'àudio per Microsoft Windows. Converteix pistes de CDDA d'un CD a arxius de so d'ordinador estàndards, com WAV, Mp3, o Ogg Vorbis. CDex es distribuïa com a programari lliure sota els termes del GNU Llicència Pública General (GPL); tanmateix, tot i que la pàgina web reclama que això és encara el cas, cap codi font ha estat alliberat des del 2005. Iniciat per Albert L. Faber, ara és desenvolupat i mantingut per Georgy Berdyshev.
CDex és capaç de convertir àudio de CD a diversos formats incloent-hi WAV, Vorbis, Mp3 (utilitzant el codificador LAME), VQF, Musepack, APE, i molts altres. A partir de la versió 1.70b2 es pot codificar en format FLAC de forma nativa, però per la versió 1.51 FLAC o d'altres codecs es pot fer servir un codificador extern. Per comoditat, dona suport CD-Text per afegir de forma fàcil, els noms de cançons, artistes, àlbums a les pistes extretes dels CDs. També pot identificar (la majoria) de CDs d'àudio mitjançant una base de dades en línia (freedb). També inclou cdparanoia per una lectura de CD robusta. Es considera CDex És considerat per ser molt configurable i relativament fàcil d'utilitzar.